# Diaceratherium
Diaceratherium — вимерлий рід носорогів з олігоцену та міоцену Євразії. Останні дослідження показують, що дійсними є сім видів.